# Entourage (2015)
Entourage: Fama e Amizade(br) é um filme de comédia-drama norte-americano de 2015 dirigido por Doug Ellin. Ele serve como uma continuação da série de TV HBO com o mesmo nome. É estrelado o elenco principal do show, Kevin Connolly, Adrian Grenier, Kevin Dillon, Jerry Ferrara, Ronda Rousey e Jeremy Piven. O filme foi lançado em 03 de junho de 2015, recebeu críticas negativas e já arrecadou mais de US$43 milhões.